# Chris Montez
Chris Montez, sångare, född Ezekiel Christopher Montanez den 17 januari 1943 i Los Angeles, Kalifornien.
En sångare med latinskt ursprung som slog igenom 1962 med låten "Let's Dance". Låten låg som högst på plats #4 på Billboards singellista, och blev långkörare på svenska Tio i topp. Han hade även mindre framgångar med låtarna "Call Me" och "The More I See You" 1966.

## Diskografi (i urval)
Studioalbum
- Let's Dance and have Some Kinda Fun ! ! ! (1963)
- The More I See You (1966)
- Time After Time (1966)
- Foolin’ Around (1967)
- Watch What Happens (1968)
- Let’s Dance (1972)
- Cartas de Amor  (1983)

Studioalbum med Chris Montez and "Raza"
- "Raza" Ay No Digas (1974)

Hitsinglar
- 1962 – "Let's Dance" (US #4, UK #2)
- 1962 – "Some Kinda Fun" (US #43, UK #10)
- 1965 – "Call Me" (US #22, US AC #2)
- 1966 – "The More I See You" (US #16, US AC #2, UK #3)
- 1966 – "There Will Never Be Another You" (US #33, US AC #4, UK #37)
- 1966 – "Time After Time" (US #36, US AC #12)
- 1967 – "Because of You" (US #71, US AC #25)
- 1968 – "The Face I Love" (US AC #15)
- 1968 – "Love Is Here To Stay" (US AC #38)

Samlingsalbum (urval)
- The Best Of Chris Montez (1974)